# Faro de Aveiro
El Faro de Aveiro (en portugués: Farol de Aveiro) es un faro situado en la freguesia de Gafanha da Nazaré, municipio de Ílhavo,  distrito de Aveiro, Portugal. Es el faro más alto de Portugal y el segundo de la península ibérica, solo un metro por debajo del Faro de Chipiona, Cádiz, España, y uno de los más altos del mundo.

## Historia
En 1879 empezó a construirse el faro según el proyecto del ingeniero Paulo Benjamín Cabral, entrando en funcionamiento en 1893. Tenía un aparato óptico de 1.er orden, de 920 mm de distancia focal, lámpara de incandescencia a vapor de petróleo, lámpara de reserva de aceite de nivel constante y mecanismo de relojería para conseguir la rotación de la linterna. También entró en funcionamiento una señal sonora de aire comprimido en un local construido en el muelle. Esta señal fue traslada a otro local entrente del faro en 1898.

Playa de la Barra en Gafanha da Nazaré en la que destaca la mole del Faro de Aveiro.

En 1908 la maquinaria de la señal sonora fue sustituida por dos máquinas de vapor verticales. En 1932 se consruyó un espigón para proteger el faro, lo que no impidió que en 1935 el mar se llevase la maquinaria de la señal sonora, siendo entonces trasladada a la cima de la torre del faro. En 1936 fue electrificado con grupos electrógenos.
En 1947 recibió un nuevo aparato óptico de 3.er orden, de 375 mm de distancia focal, que incluía también paneles para convertirlo en señal aeromarítima. También recibió entonces una lámpara eléctrica quedando la de vapor de petróleo como reserva. En 1950 se le instaló una lámpara de 1000 W. Como novedad en este tipo de edificios, en 1958 fue instalado un ascensor, reduciéndose también la potencia de la lámpara que quedó en 1000 W. En 1990 fue automatizado.

## Características
El faro emite una luz blanca en grupos de cuatro destellos espaciados regularmente en un ciclo de 13 segundos en un plano focal de altura 66 metros y un alcance nominal nocturno de 23 millas náuticas.